# دیه‌گو والش
دیه گو والش (به پرتغالی: Diego Costa Bastos Walsh) هافبک اهل برزیل است که در شهر سانتوس و در تاریخ ۸ دسامبر ۱۹۷۹ به دنیا آمده‌است.
دیه گو والش در تیم‌های فوتبال کلمبوس کرو سابقهٔ حضور دارد.